# Kearny Scots
Kearny Scots is een Amerikaanse voetbalclub uit Kearny, New Jersey. De club werd opgericht in 1895 en speelde toentertijd in de National Association Football League. Hierin speelden ze tot 1918. Vana 1918 tot 1933 speelde de club in de lagere amateur competities in New Jersey. Vanaf 1933 tot 1953 speelde de club in de American Soccer League. Tegenwoordig speelt de club weer in de amateur competitie.

## Erelijst
- American Soccer League
  - Winnaar (1): 1937, 1938, 1939, 1940, 1941
- American Cup
  - Winnaar (1): 1915
  - Runner up (3): 1907, 1910, 1916